# William P. G. Harding
William Proctor Gould Harding (5 mai 1864 - 7 avril 1930) est un banquier américain qui est le deuxième président de la Réserve fédérale de 1916 à 1922. Avant son mandat de président, Harding est membre du Conseil des gouverneurs de la Réserve fédérale des États-Unis depuis 1914. Il est simultanément directeur général de la War Finance Corporation de 1918 à 1919. Après avoir quitté la Fed, Harding se rend à Cuba et conseille le gouvernement cubain sur la réorganisation de son système financier et comptable.
Il retourne aux États-Unis un an plus tard et est élu gouverneur de la Federal Reserve Bank de Boston de 1923 jusqu'à sa mort en 1930.

## Jeunesse
Harding est né le 5 mai 1864 de Horace Harding et Eliza Proctor Gould Harding à Boligee, Alabama. Il est le petit-fils du portraitiste Chester Harding. Il fait ses premières études à Tuscaloosa, en Alabama, et avant d'entrer à l'Université de l'Alabama avec Warfield C. Richardson et Joseph M. Aneth comme professeur.
Il entre à l'Université de l'Alabama en 1878 et obtient un baccalauréat ès arts en 1880 et poursuit ses études pendant une année supplémentaire pour obtenir une maîtrise ès arts, devenant à l'époque le plus jeune étudiant à acquérir son diplôme. Il est diplômé de l'Université de l'Alabama en 1881 et poursuit ses études à nouveau au collège de commerce de Poughkeepsie, New York.

## Carrière
Il retourne à Tuscaloosa et commence à travailler chez JH Fitts and Company pendant trois ans en tant que comptable et commis. Il part ensuite à Birmingham, en Alabama, pour travailler à nouveau comme comptable pour la Berney National Bank où il est promu caissier trois ans plus tard. En 1896, il est élu vice-président de la First National Bank of Birmingham puis élu président le 28 juin 1902.
Sous son administration, il est reconnu comme le banquier le plus notable du sud et est reconnu à l'échelle nationale. En 1913, il est élu président de la Chambre de commerce de Birmingham.
Harding démissionne lorsque le président Woodrow Wilson lui demande de devenir membre du Federal Reserve Board le 10 août 1914, avant le début de la Première Guerre mondiale . Le 10 août 1916, il est nommé par Woodrow en tant que membre du Federal Reserve Board et est nommé directeur de la War Finance Corporation jusqu'en 1922. De plus, l'Université de l'Alabama décerne à Harding un diplôme de Legum Doctor en 1916.
En 1922, le président cubain Alfredo Zayas y Alfonso lui demande de réorganiser les systèmes financiers et comptables du pays. Il retourne en Amérique en 1923 et est nommé président de la Federal Reserve Bank de Boston où il sert jusqu'à sa mort le 7 avril 1930 , d'une insuffisance cardiaque après une longue maladie à son domicile de Boston, Massachusetts.

## Vie privée
En octobre 1895, il épouse Amanda Moore, une petite-fille du membre du Congrès de l'Alabama Sydenham Moore, et avec elle a trois enfants avant sa mort en 1910. Il est membre de l'organisation fraternelle franc-maçonnerie et épiscopalien.